# Општина Чермеј (Арад)
Чермеј (рум. Cermei) општина је у Румунији у округу Арад.
Oпштина се налази на надморској висини од 108 m.